# Acalypha helenae
Acalypha helenae é uma espécie de flor do gênero Acalypha, pertencente à família Euphorbiaceae.